# Kalanchoe migiurtinorum
Kalanchoe migiurtinorum är en fetbladsväxtart som beskrevs av Georg Cufodontis. Kalanchoe migiurtinorum ingår i släktet Kalanchoe och familjen fetbladsväxter. Inga underarter finns listade i Catalogue of Life.